# 秦栏镇
秦栏镇，是中国安徽省天长市下属的一个行政建制镇，位于天长城东南13公里，与江苏省仪征市大仪镇相邻。

## 历史
在抗日战争和第二次国共内战期间，高邮县湖西地区曾先后属天高县(天长县和三河以南高邮湖以西的原宝应县第七区、高邮县第八区，今属金湖县)、甘泉县等县。1942年（民国31年）8月，天长秦栏镇、仁和镇与高邮的菱塘乡、送驾等10多个乡合建为水南办事处，属坝淮南苏皖边区行政公署。民国32年2月属东南县，6月改属新建的甘泉县。甘泉作为县名曾短暂在扬州地区恢复。

## 交通
规划与建设中的宁淮铁路，扬宿高速公路，滁扬高速公路将于该镇设置站点。